# Santa Lucia (Cava de' Tirreni)
Santa Lucia è una frazione della città di Cava de' Tirreni, in provincia di Salerno.

## Geografia fisica
Santa Lucia si trova fra le frazioni metelliane di Pregiato e Sant'Anna ed il comune di Nocera Superiore, lungo una strada parallela alla SS 18 ed all'A3. 
Nel sottosuolo territoriale corre una galleria della ferrovia Napoli-Salerno (nella linea veloce parallela alla "via Cava" Salerno-Nocera Inferiore) lunga circa 14 km, chiamata "Galleria Santa Lucia" in riferimento alla frazione.

## Caratteristiche
È la più grande e popolosa frazione della città, che infatti conta circa 7 000 abitanti. Deve il suo nome alla santa siracusana Lucia, raffigurata sempre con un piatto contenente i suoi occhi. Le reliquie della santa si trovano a Venezia. 
Santa Lucia è nota anche per l'antica tradizione delle fabbricazione di corde e spaghi e alla coltivazione del tabacco. Queste attività, una volta praticate da tutte le famiglie nei lori cortili, sono ora prerogativa di poche aziende che sono passate a metodi industriali.
Una serie delle torri longobarde, adibite alla caccia dei colombi selvatici, inizia dal suo territorio prolungandosi fino alla collina di S. Liberatore. Questa caccia si praticava con ampie reti, secondo un rituale rimasto intatto nei secoli. 

## Ambiente naturale
Le abitazioni delle case nelle contrade collinari si trovano a ridosso del suo Parco naturale Diecimare. La sommità dell'area naturalistica è raggiungibile tramite un sentiero montano che sbocca d'inverso a Capo Saragnano, frazione di Baronissi.